# Піл (округ, Австралія)
Піл (англ. Peel) — один із дев'яти округів австралійського штату Західна Австралія. Він розташований на західному узбережжі Західної Австралії, приблизно за 75 км на південь від столиці штату, міста Перт.
Його загальна площа становить 6648 км2. У 2017 році населення Піла становило 136 854 особи, з яких понад шістдесят відсотків проживало у місті Мандура. У червні 2019 року загальна чисельність населення становила 142 960 на території 5516,3 км2.

## Історія
До поселення європейців територію округу Піл населяли австралійські аборигени, зокрема діалектна група Пінджаруп (англ. Pindjarup) народу Нунгар. Невдовзі після заснування колонії Свон-Рівер у 1829 році частина північного узбережжя округу Піл була заселена згідно з програмою, відомою як «Схема заселення Піла», організованою Томасом Пілом. Однак схема була погано реалізована, і багато поселенців померли від недоїдання в перші кілька місяців. Поселенці, які вижили, покинули цю територію, а деякі переселилися вглиб країни, де знайшли родючий ґрунт.
У 1846 році в Ярраба (поблизу сучасного Мундіджонга — передмістя Перта) було засноване перше у Західній Австралії гірниче підприємство, яка видобувала свинець, срібло та цинк. Лісозавод у місті Джаррахдейл, заснований у травні 1872 року, став найбільшим лісозаготівельним підприємством штату та призвів до розвитку центрів обслуговування лісової промисловості вздовж залізничної лінії Перт–Піктон у Мундіджонг, Варуна та Двеллінгап.

## Адміністративний поділ
Округ складається з міста Мандура та графств Боддінгтон, Муррей, Серпентин-Джаррадейл і Варуна.

## Економіка
В економіці округу Піл домінують видобуток і переробка корисних копалин; область має великі запаси бокситів, невелику кількість золота і поклади важких мінеральних пісків, а також алюмінієвий завод. Інші важливі економічні сектори включають сільське господарство та галузь конярства.

## Зміна назви
Регіон названий на честь Томаса Піла, британського поселенця в Австралії, який брав участь у різанині аборигенів Бінджареб у Пінджарі. У 2017 році стартувала кампанія зі зміни назви округу. Він отримав підтримку депутата від Мюррея-Веллінгтона Робін Кларк. Кампанія була відхилена прем'єр-міністром Західної Австралії Марком Макговеном 25 жовтня 2017 року.